# Catrin Hannken

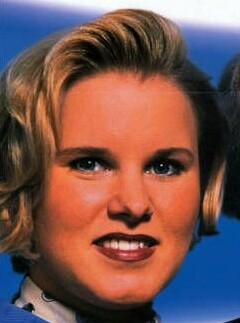
Catrin Hannken (1995)

Catrin Hannken (* 26. April 1973 in Bremerhaven) ist eine deutsche Politikerin (CDU).

## Biografie

### Ausbildung und Beruf
Hannken besuchte das Gymnasium und machte das Abitur. Sie studierte von 1992 bis 1998 Rechtswissenschaften an der Universität Bremen. Nachdem dem ersten juristischen Staatsexamen im März 1998 folgte ein Referendariat beim Oberlandesgericht Oldenburg. Sie machte 2001 das zweite juristische Staatsexamen. Danach wurde sie Rechtsanwältin u. a. im Büro Büsing, Müffelmann & Theye. Sie promovierte zur Dr. jur.
Im April 2008 wurde Hannken als Ministerialrätin im Bundesministerium für Bildung und Forschung tätig. Zunächst leitete sie die Öffentlichkeitsarbeit im Leitungsstab des Ministeriums und dann übernahm sie die Unterabteilungsleitung der Abteilung 31 „Berufliche Bildung“ im Amt einer Ministerialdirigentin.

### Politik

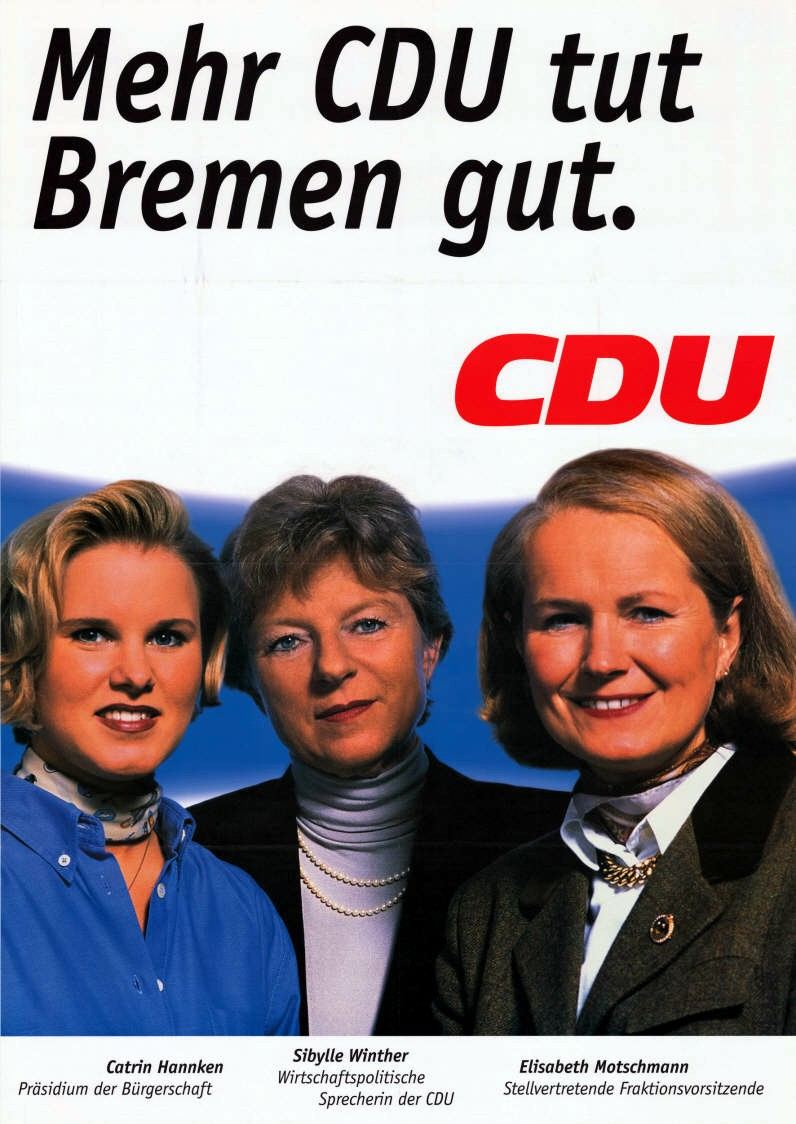
Kandidatenplakat zur Bürgerschaftswahl in Bremen 1995 (v.l. Catrin Hannken, Sibylle Winther, Elisabeth Motschmann)

Hannken ist Mitglied der CDU. Sie gehörte von 1991 bis 1995 der Stadtverordnetenversammlung Bremerhaven an. Ab dem 8. Juni 1995 war sie Mitglied der Bremischen Bürgerschaft und dort Mitglied des Vorstands und Schriftführerin. Am 15. Januar 2006 schied sie durch Verzicht vorzeitig aus der Bürgerschaft aus.
Von 2006 bis 2012 war sie stellvertretende Landesvorsitzende der CDU Bremen.
Sie war Mitglied des Rundfunkrates von Radio Bremen, im Aufsichtsrat der FBEG Beteiligungsgesellschaft Bremerhaven und im Vorstand der Borda e. V. (Bremer Arbeitsgemeinschaft für Überseeforschung und Entwicklung).